# Capone-N-Noreaga
Capone-N-Noreaga, také známé jako CNN a Capone-N-Nore, je americké hip hopové duo z New Yorku. V devadesátých letech 20. století se duo účastnilo vyhroceného sporu mezi rappery z East Coast a West Coast, který skončil smrtí Tupaca Shakura (1996) a Biggieho (1997). Celou jejich kariéru poznamenávala Caponova kriminální aktivita. Byl několikrát uvězněn, a tak většinou alba kompletoval Noreaga. V roce 2001 se upsali u Def Jamu, ale jejich minulá nahrávací společnost Tommy Boy odmítala uvolnit práva na jejich jména. Proto si Noreaga změnil jméno na "N.O.R.E." a celé jméno skupiny se zkrátilo na "CNN" a později na "Capone-N-Nore". Roku 2004 Def Jam propustil Caponeho a tím se rozpadla i skupina. Ovšem roku 2008 se znovu spojili a nahráli další album.

## Diskografie

### Studiová alba
| Rok  | Album                                                                                  | Nejvyšší umístění v hitparádě | Nejvyšší umístění v hitparádě | Nejvyšší umístění v hitparádě | Ocenění   |
| Rok  | Album                                                                                  | US 200                        | US Hip-Hop                    | US Rap                        | Ocenění   |
| ---- | -------------------------------------------------------------------------------------- | ----------------------------- | ----------------------------- | ----------------------------- | --------- |
| 1997 | The War Report - Vydáno: 17. června 1997 - Vydavatel: Penalty, Tommy Boy, Warner Bros. | 21                            | 4                             | *                             | US: zlaté |
| 2000 | The Reunion - Vydáno: 21. listopadu 2000 - Vydavatel: Tommy Boy, Warner Bros.          | 31                            | 8                             | *                             | US: zlaté |

### Nezávislá alba
| Rok  | Album                                                                                      | Nejvyšší umístění v hitparádě | Nejvyšší umístění v hitparádě | Nejvyšší umístění v hitparádě | Nejvyšší umístění v hitparádě | Ocenění |
| Rok  | Album                                                                                      | US 200                        | US Hip-Hop                    | US Rap                        | US Ind.                       | Ocenění |
| ---- | ------------------------------------------------------------------------------------------ | ----------------------------- | ----------------------------- | ----------------------------- | ----------------------------- | ------- |
| 2009 | Channel 10 - Vydáno: 17. března 2009 - Vydavatel: SMC                                      | 136                           | 21                            | 7                             | 21                            | US: /   |
| 2010 | The War Report II - Vydáno: 13. července 2010 - Vydavatel: Ice H2O, SMC                    | 104                           | 19                            | 12                            | 10                            | US: /   |
| 2015 | Lessons - Vydáno: 24. července 2015 - Vydavatel: Thugged Out Militainment, Penalty Records | —                             | —                             | —                             | —                             | US: /   |

### Úspěšné singly
- 1996 - Illegal Life (ft. Havoc a Tragedy Khadafi)
- 1997 - T.O.N.Y. (Top of New York) (ft. Tragedy Khadafi)
- 1997 - Closer (ft. Nneka)
- 2000 - Phone Time